# Recilia akashiensis
Recilia akashiensis är en insektsart som beskrevs av Matsumura 1914. Recilia akashiensis ingår i släktet Recilia och familjen dvärgstritar. Inga underarter finns listade i Catalogue of Life.